# Comuna Mahazînka, Krasnoperekopsk
Mahazînka (în ucraineană Магазинка) este o comună în raionul Krasnoperekopsk, Republica Autonomă Crimeea, Ucraina, formată din satele Bohacivka, Mahazînka (reședința), Novoivanivka și Novooleksandrivka.

## Demografie
Componența lingvistică a comunei Mahazînka
     Rusă (59,07%)
     Ucraineană (20,24%)
     Tătară crimeeană (15,95%)
     Alte limbi (0,47%)
Conform recensământului din 2001, majoritatea populației comunei Mahazînka era vorbitoare de rusă (59,07%), existând în minoritate și vorbitori de ucraineană (20,24%) și tătară crimeeană (15,95%).